# Comuna Lanna, Karlivka
Lanna (în ucraineană Ланна) este o comună în raionul Karlivka, regiunea Poltava, Ucraina, formată din satele Cealivka, Korjîha, Kumî, Lanna (reședința) și Lvivske.

## Demografie
Componența lingvistică a comunei Lanna
     Ucraineană (95,87%)
     Rusă (3,43%)
     Alte limbi (0,5%)
Conform recensământului din 2001, majoritatea populației comunei Lanna era vorbitoare de ucraineană (95,87%), existând în minoritate și vorbitori de rusă (3,43%).